# EDIF
EDIF(Electronic Design Interchange Format)는 전자 넷리스트와 회로도를 저장하는 S-표현식 기반의 공급업체 중립적인 형식이다. EDIF는 전자 설계 자동화(EDA) 산업을 위한 중립적인 데이터 교환 형식을 구축하려는 최초의 시도 중 하나였다. 목표는 EDA 시스템의 독점 형식을 파생할 수 있는 공통 형식을 구축하는 것이었다. 고객이 한 시스템에서 다른 시스템으로 데이터를 전송해야 할 때, 한 형식에서 다른 형식으로 변환하는 변환기를 작성해야 했다. 형식의 수(N)가 증가함에 따라 변환기 문제는 N 제곱 문제가 되었다. EDIF를 사용하면 변환기의 수를 관련 시스템의 수만큼 줄일 수 있을 것으로 예상되었다.
EDA 회사인 데이지 시스템즈, 멘토 그래픽스, 모토로라, 내셔널 세미컨덕터, 텍트로닉스, 텍사스 인스트루먼트와 캘리포니아 대학교 버클리의 대표들은 1983년 11월 EDIF 운영위원회를 설립했다. 이후 맨체스터 대학교의 컴퓨터 과학 교수인 힐러리 칸이 팀에 합류하여 EDIF 200 버전부터 최종 버전 400까지의 개발을 주도했다.

## 문법
```
(
edif
 
fibex
  
(
edifVersion
 
2
 
0
 
0
)

  
(
edifLevel
 
0
)
 
(
keywordMap
 
(
keywordLevel
 
0
))

  
(
status
 
(
written
 
(
timeStamp
 
1995
 
1
 
1
 
1
 
1
 
1
)
 
(
program
 
"xxx"
 
(
version
 
"v1"
))))

  
(
library
 
xxx
 
(
edifLevel
 
0
)

    
(
technology
 
(
numberDefinition
 
(
scale
 
1
 
(
e
 
1
 
-6
)
 
(
unit
 
distance
))))

    
(
cell
 
dff_4
 
(
cellType
 
generic
)

      
(
view
 
view1
 
(
viewType
 
netlist
)

        
(
interface

          
(
port
 
aset
 
(
direction
 
INPUT
))

          
(
port
 
clok
 
(
direction
 
INPUT
))

    
...

    
(
cell
 
yyy
 
(
cellType
 
generic
)

      
(
view
 
schematic_
 
(
viewType
 
netlist
)

        
(
interface

          
(
port
 
CLEAR
 
(
direction
 
INPUT
))

          
(
port
 
CLOCK
 
(
direction
 
INPUT
))
 
...
 
)

        
(
contents

           
(
instance
 
I_36_1
 
(
viewRef
 
view1
 
(
cellRef
 
dff_4
)))

           
(
instance
 
(
rename
 
I_36_3
 
"I$3"
)
 
(
viewRef
 
view1
 
(
cellRef
 
addsub_4
)))

           
...

           
(
net
 
CLEAR

             
(
joined

               
(
portRef
 
CLEAR
)

                 
(
portRef
 
aset
 
(
instanceRef
 
I_36_1
))

                 
(
portRef
 
aset
 
(
instanceRef
 
I_36_3
))))

    
...

```

## 같이 보기
- 거버 포맷